# Diócesis de Egipto

Extensión de la diócesis de Egipto en torno al año 400 d. de C.

La diócesis de Egipto (en latín, Dioecesis Aegypti; en griego, Διοίκησις Αἰγύπτου) fue una diócesis romana del Imperio Tardío, que comprendía las antiguas provincias de Egipto y Cirenaica, establecida en torno al año 367. Su capital era Alejandría y su gobernador tenía el título de praefectus augustalis, con el rango de vir spectabilis en vez del ordinario vicarius de las demás diócesis.
Originalmente Egipto era parte de la diócesis de Oriente, pero hacia el año 371 fue segregado de esta para formar una unidad territorial que perduraría hasta la conquista árabe de Egipto en el siglo VII.

## Provincias
Originalmente comprendía cinco provincias:
- Aegyptus Iovia, con posterioridad renombrado Aegyptus, comprendía el delta Occidental, incluyendo la capital de la diócesis, Alejandría;
- Aegyptus Herculia, con posterioridad renombrado Augustamnica, comprendía el Delta Oriental, con capital en Pelusio;
- Tebaida, desde Menfis a la Primera Catarata, con capital en Ptolemaida Hermiou;
- Libya Inferior' (o Interior), correspondiente a la Marmarica, con capital en Paretonio;
- Libya Superior (o Exterior), correspondiente a la Cirenaica, con capital en Ptolemaida.

Los epítetos de Iovia y Herculia que se relacionaban con los dioses patrones de los tetrarcas Diocleciano y Maximiano, fueron eliminados con el triunfo del cristianismo.
Para finales del siglo V Egipto había experimentado una nueva subdivisión provincial: 
- Aegyptus I
- Aegyptus II
- Augustamnica I
- Augustamnica II
- Tebaida Superior
- Tebaida Inferior
- Arcadia

Justiniano I reformó la administración a finales de la década de 530, aboliendo la prefectura augustal y creando cinco gobernaciones o ducados que combinaban la administración civil y militar. Dos de los duques, el de Alejandría y el de la Tebaida, tenían rango augustal.